# ييراي ألفاريز
ييراي ألفاريز لوبيز (بالإسبانية: Yeray Álvarez López)‏ (مواليد 24 يناير 1995 - باراكالدو ، إسبانيا) لاعب كرة قدم إسباني ، ويلعب حاليًا لنادي أتلتيك بيلباو الإسباني في مركز قلب الدفاع.

## روابط خارجية
- ييراي ألفاريز على موقع الاتحاد الأوربي (الإنجليزية)
- ييراي ألفاريز على موقع إي إس بي إن إف سي (الإنجليزية)
- ييراي ألفاريز على موقع قاعدة بيانات كرة القدم.إي يو (الإنجليزية)
- ييراي ألفاريز على موقع Soccerbase.com (لاعب) (الإنجليزية)
- ييراي ألفاريز على موقع Soccerway.com (الإنجليزية)
- ييراي ألفاريز على موقع عالم كرة القدم.نت (الإنجليزية)
- ييراي ألفاريز على موقع AS.com (الإسبانية)